# Mir u Drinopolju 1829.
Mir u Drinopolju bio je ugovor kojim je okončan Rusko-turski rat 1828. – 1829. Ugovor je potpisan 14. rujna 1829. u Drinopolju (Jedrenu, Odrinu, Adrianopolu). S ruske strane potpisnici su bili Aleksej Orlov i Fjodor Palen, a s Turske Mehmed Sadik i beg Abdul Kadir. Ugovor je imao 16 točaka. 
Njime je okončana ruska vojna intervencija protiv Turske. Loša turska uprava i grubo nasilje tjerali su Bugare u Bugarskoj na bijeg iz gradova i sela u nepristupačne planine.
Prema ugovoru je Otomansko carstvo moralo Rusiji dati deltu Dunava, a Rusija je vratila gradove Ahalcihe i Ahalkalaki, kao i dio obale Crnog mora od delte rijeke Kuban. Rusiji je priznato pravo na dio Gruzije s Imeretijom, Mingrelijom i Gurijom te dio Armenije, kanati Erevan i Nahičevan, koje je Sultan ustupio Perziji ugovorom iz Turkmančana godinu dana ranije.
Ugovorom je Turska također morala dozvoliti ruskim građanima pravo slobodne trgovine na svom teritoriju. Plovidba Dardanelima i Bosporom otvorena je svim trgovačkim brodovima. Turska je morala isplatiti Rusiji u roku od 18 mjeseci svotu od 1,5 milijuna nizozemskih guldena, na ime ratne odštete.
Sultan je također morao dati autonomiju Kneževini Srbiji i kneževinama Moldaviji i Vlaškoj, koje su formalno ostale pod Turskom, ali je Sultan morao jamčiti njihov napredak i punu slobodu trgovine. Ruska vojska je ostala u Moldaviji i Vlaškoj kako bi nadgledala proces reformi, i time zapravo osigurala da Turska ne može u tim područjima ponovo uspostaviti svoju jaču vlast. Turska se također obvezala dati autonomiju Grčkoj, te znatna prava za Bugarsko
Turska je par desetljeća poslije (oko 1850 .) uvidjela potrebu preinaka u svom europskom
području. 1864. te je u Bugarsku poslala Midhadpašu, jednoga
od svojih najsposobnijih državnika, koji je ustanovi da su mnogobrojni lihvari najviše krivi zdvojnom stanju pučanstva te je ustao protiv zelenaštva otvaranjem kreditnih ustanova za gospodarsko pridizanje bugarskoga seljaštva.
Međutim je Rusija prekinula mogućnost konsolidacije turske vladavine narednom vojnom intervencijom, te će slijedom preliminarnog Sanstefanskog mira iz 1878. god. i Berlinskog kongresa 1878. godine biti uspostavljena Kneževina Bugarska, uz znatne teritorijalne dobitke za Srbiju i Crnu Goru.